# غزو داغستان (1999)
بدأت حرب داغستان (بالروسية: Дагестанская война)، والمعروفة أيضًا باسم غزو داغستان (بالروسية: Вторжение боевиков в Дагестан) عندما بدأت الجماعة الشيشانية المسماة اللواء الإسلامي الدولي ومقرها الشيشان IIPB، بقيادة شامل باساييف، وابن الخطاب، ورمضان أحمدوف، وعربي براييف غزو جمهورية داغستان الروسية المجاورة، في 7 أغسطس 1999، لدعم مجلس شورى المتمردين الانفصاليين في داغستان. انتهت الحرب بانتصار كبير للاتحاد الروسي وجمهورية داغستان وتراجع IIPB. كان غزو داغستان السبب الرئيسي للحرب إلى جانب سلسلة تفجيرات الشقق في سبتمبر 1999 لحرب الشيشان الثانية.

## خلفية
خلال فترة ما بين الحربين من 1996 إلى 1999، انزلقت الشيشان التي مزقتها الحرب إلى الفوضى والانهيار الاقتصادي. لم تتمكن حكومة أصلان مسخادوف من إعادة بناء المنطقة أو منع عدد من أمراء الحرب من السيطرة الفعلية عليها. تدهورت العلاقة بين الحكومة والراديكاليين. في مارس 1999، أغلق مسخادوف البرلمان الشيشاني وأدخل جوانب من الشريعة إلى التشريعات. على الرغم من هذا التنازل، واصل الشيشاني شامل باساييف و السعودي المولد ابن الخطاب تقويض حكومة مسخادوف. في أبريل 1998، أعلنت الجماعة علانية أن هدفها طويل المدى هو إنشاء اتحاد الشيشان وداغستان تحت الحكم الإسلامي وطرد الروس من منطقة القوقاز بأكملها.
في أواخر عام 1997، فرَّ باج الدين ماجوميدوف، الزعيم العرقي للجناح الراديكالي للوهابيين الداغستانيين (السلفيين)، مع أتباعه إلى الشيشان. هناك أقام علاقات وثيقة مع ابن الخطاب وغيره من قادة المجتمع الوهابي الشيشاني. في يناير 1999، بدأ ابن الخطاب بتشكيل فيلق إسلامي مع متطوعين مسلمين أجانب. وفي الوقت نفسه، تولى قيادة وحدة صنع السلام في مجلس (برلمان) إشكيريا وداغستان. حدثت سلسلة من غزوات داغستان من الشيشان خلال فترة ما بين الحربين، وبلغت ذروتها في هجوم عام 1997 على حامية عسكرية فيدرالية تابعة لفوج البندقية الآلي 136 بالقرب من بلدة بويناكسك الداغستانية. واستهدفت هجمات أخرى المدنيين والشرطة الداغستانية بشكل منتظم.
في أبريل 1999، وجّه ماجوميدوف -أمير جماعة داغستان الإسلامية- نداءً إلى الوطنيين الإسلاميين في القوقاز للمشاركة في الجهاد والمشاركة في «تحرير داغستان والقوقاز من الاستعمار الروسي». وفقًا لرؤية هذه الوهابية «البارزة»، كان على مؤيدي فكرة داغستان الإسلامية الحرة أن يلتحقوا بـ «جيش القوقاز الإسلامي» الذي أسسه، وأن يقدموا تقاريرهم إلى مقر الجيش (في قرية كرامخي) لأداء الخدمة العسكرية. ادعى المسؤول في الحكومة الشيشانية الانفصالية توربال علي أتغيرييف أنه نبّه مدير جهاز الأمن الفيدرالي في الاتحاد الروسي (FSB) فلاديمير بوتين، في صيف عام 1999، من الغزو الوشيك لداغستان.

## الغزو والهجوم الروسي المضاد
في 4 أغسطس 1999، قُتل العديد من جنود وزارة الداخلية الروسية في اشتباك حدودي مع مجموعة من مقاتلي ماجوميدوف بقيادة باغوتدين كيبدوف. في 7 أغسطس، أطلق باساييف وابن الخطاب رسميًا غزوًا على داغستان مع مجموعة من 1500-2000 مسلح تقريبًا يتألفون من متطرفين إسلاميين من الشيشان وداغستان، بما في ذلك إسلاميون دوليون آخرون.
وصف خطاب نفسه بأنه «القائد العسكري للعملية» بينما كان باساييف «القائد العام في ساحة المعركة»، استولوا على قرى في مقاطعات تسومادي (إشيدا، وجاكو، وكدي، وكفانادا، وغاديري، وجيجاتل) وبوتليخ (جودوبيري، وميارسو، وشودرودا، وأنسالتا، ورخاتا وإنخلو). في 10 أغسطس، أعلنوا ولادة «دولة داغستان الإسلامية المستقلة» وأعلنوا الحرب على «الحكومة الداغستانية الخائنة» و«وحدات الاحتلال الروسية».
كان الرد العسكري الفيدرالي على الغزو بطيئًا، وكانت الجهود في البداية متعثرة وغير منظمة. ونتيجة لذلك، فإن كل المقاومة المبكرة، والكثير من المقاومة اللاحقة، كانت على يد شرطة داغستان، وميليشيات المواطنين المنظمة تلقائيًا، وأفراد من سكان القرى الداغستانية. لم يرحب بباساييف وابن خطاب ولم يوصفوا بـ «المحررين» كما توقعوا، بل اعتبر القرويون الداغستانيون الغزاة متطرفين دينيين غير مرحب بهم. وبدلًا من الانتفاضة ضد روسيا، تشكل حشد جماهيري للمتطوعين في المناطق الحدودية ضد الجيش الغازي.
مع اشتداد مقاومة الغزاة، بدأت المدفعية والغارات الجوية الروسية في العمل. حدث أول استخدام لمتفجرات الوقود الجوي (FAEs) التي تطلق جوًا ضد المناطق المأهولة بالسكان في هذا الصراع، ولا سيما في قرية تاندو من قبل القوات الفيدرالية. المتمردين تعثروا بسبب شراسة القصف: قطعت خطوط إمدادهم وتناثرت بواسطة الألغام المتفجرة عن بعد. أعطى هذا الوقت لموسكو لتجميع هجوم مضاد تحت قيادة العقيد الجنرال فيكتور كازانتسيف، قائد منطقة شمال القوقاز العسكرية. في 23 أغسطس، أعلن باساييف وخطاب انسحابهما من منطقة بوتليخسكي «من أجل إعادة الانتشار» وبدء «مرحلة جديدة» في عملياتهما. شهدت الحرب أيضًا أول استخدام للدبابة T-90. في كادار.

## طالع أيضًا
- الحرب الشيشانية الأولى
- الحرب الشيشانية الثانية